# Елвір Бальїч
Не варто плутати з іншим колишнім футболістом збірної Боснії і Герцеговини, «Фенербахче», «Райо Вальєкано», «Галатасарая» та «Істанбулспора» Елвіром Боличем
Елвір Бальїч (босн. Elvir Baljić, нар. 8 липня 1974, Сараєво) — колишній боснійський футболіст, що грав на позиції нападника. По завершенні ігрової кар'єри — футбольний тренер. Наразі входить до тренерського штабу збірної Боснії і Герцеговини.
Виступав за ряд турецьких клубів, а також іспанські «Реал Мадрид» та «Райо Вальєкано». Крім того грав за національну збірну Боснії і Герцеговини. Перший боснієць (з моменту незалежності Боснії), який виграв Лігу чемпіонів УЄФА. 

## Клубна кар'єра
Почав кар'єру в місцевому клубі «Железнічар», але 1993 року, під час громадянської війни в Боснії, став гравцем «Сараєво». У складі столичного клубу провів 11 ігор, забивши 8 голів. 
На початку 2005 року відправився в турецький «Бурсаспор», де протягом декількох сезонів ставав найкращим бомбардиром клубу. 
Влітку 1998 року перейшов в «Фенербахче» за 18 мільйонів німецьких марок. В сезоні 1998/99 Елвір в 30 іграх забив 18 голів, а клуб фінішував на третьому місці. Гра Балича привернула увагу провідних європейських клубів, і влітку 1999 року «Реал Мадрид» купив нападника за 42 мільйони німецьких марок. Підписання контракту схвалили президент клубу Лоренцо Санц і тренер команди Джон Тошак, який добре знав Бальїча. Вартість трансферу гравця з колишньої югославської країни стала рекордною і була побита лише 2011 року після переходу Едіна Джеко в «Манчестер Сіті» з «Вольфсбурга» (32 мільйони євро). 
Однак через травми Бальїч провів протягом сезону 2099/00 лише 11 ігор, в одній з яких забив єдиний м'яч. У 8 матчах він виходив на заміну. Звільнення Тошака ускладнило становище боснійця, оскільки новий тренер, Вісенте дель Боске, не давав жодного шансу гравцеві. Незважаючи на це боснієць був включений до заявки клубу на фінал Ліги чемпіонів сезону 1999/2000. Хоча він не зіграв ані хвилини, але його команда розгромила «Валенсію» з рахунком 3:0, і Елвір став переможцем Ліги чемпіонів. 
Влітку 2000 року боснійський форвард повернувся в Туреччину, перейшовши на правах оренди в «Фенербахче». Через численні травми форвард втратив колишню форму та забив лише 5 голів у 27 матчах чемпіонату, однак це дозволило «Фенербахче» завоювати титул чемпіонів країни. 
У сезоні 2001/02 на правах оренди виступав за «Райо Вальєкано» разом зі своїми співвітчизниками Елвіром Боличем та Еміром Грановим. Втім, Елвір так і не закріпився в мадридському клубі через низку травм та навіть дискваліфікації. В підсумку за рік оренди він зіграв в Ла Лізі лише 10 ігор і забив один м'яч. 
Влітку 2002 року, розірвавши контракт з «королівським клубом», Бальїч знову повернувся до Туреччини, де підписав контракт з «Галатасараєм». Проте і в стамбульській команді він не зміг повернутись до колишньої форми, зігравши за два з половиною роки лише 34 гри в чемпіонаті, забивши всього 3 м'ячі. Після чергового невдалого сезону в «Галатасараї» Бальїч почав говорити про можливе завершення кар'єри та навіть тимчасово припинив тренування. 
Протягом 2005–2006 років з поперемінним успіхом захищав кольори клубів «Коньяспор» та «Анкарагюджю».
Завершив професійну ігрову кар'єру у клубі другого за рівнем дивізіону Туреччини «Істанбулспор», за команду якого виступав протягом 2006–2008 років.

## Виступи за збірну
1996 року дебютував в офіційних матчах у складі національної збірної Боснії і Герцеговини. Бальїч став першим і, наразі, єдиним боснійцем, що оформляли «покер» у матчі за збірну. Сталося це 9 жовтня 1999 року в матчі-кваліфікації на Євро-2000 зі збірною Естонії. Його 4 голи в ворота прибалтійської команди допомогли команді святкувати перемогу в матчі 4:1. 2005 року Бальїч завершив кар'єру в збірній, так і не зігравши жодного разу на якомусь турнірі збірних. 
Всього протягом кар'єри у національній команді, яка тривала 10 років, провів у формі головної команди країни 38 матчів, забивши 14 голів.

## Кар'єра тренера
Розпочав тренерську кар'єру невдовзі по завершенні кар'єри гравця, 2010 року, увійшовши до тренерського штабу національної збірної Боснії і Герцеговини, де став помічником Сафета Сушича.

## Титули і досягнення
- Переможець Ліги чемпіонів УЄФА (1):

«Реал Мадрид»: 1999-00
- Чемпіон Туреччини (1):

«Фенербахче»: 2000-01